# Aeropuerto Internacional de Rock Sound
El Aeropuerto Internacional de Rock Sound es un aeropuerto en Rock Sound en Eleuthera en las Bahamas (IATA: RSD, OACI: MYER).

## Aerolíneas y destinos
- Bahamasair (George Town, Governor's Harbour, Nassau)